# Маттеуччи, Пеллегрино
Пеллегрино Маттеуччи (Pellegrino Matteucci, 12 октября 1850, Равенна — 8 августа 1881, Лондон) — итальянский путешественник по Африке.

## Биография
В 1878 году, по поручению Итальянского торгово-географического общества, исследовал Абиссинию до северной границы Шоа. В 1880 году совершил путешествие через Египет в Дарфур и Вадай. Написал: «La spedizione italiana all’Africa quatoriale» (Болонья, 1875), «In Abissinia» (Милан, 1880).